# Rudolf Lössl
Rudolf Lössl, též Rudolf Lößl (21. ledna 1872 Karlovy Vary – 3. listopadu 1915 Chomutov), byl rakouský a český pedagog a politik německé národnosti, na počátku 20. století poslanec Českého zemského sněmu a Říšské rady.

## Biografie
Profesí byl pedagogem, politickým publicistou a politikem. Studoval na německé univerzitě v Praze a na Lipské univerzitě. Vyučoval pak němčinu a klasickou filologii na německojazyčných středních školách v Praze, Jablonci nad Nisou a Karlových Varech. Angažoval se veřejně a politicky v sudetoněmeckých organizacích v západních Čechách.
Na počátku století se zapojil i do zemské a celostátní politiky. Ve volbách v roce 1908 byl zvolen do Českého zemského sněmu v kurii městské (volební obvod Karlovy Vary, Jáchymov). Uvádí se jako člen Německé radikální strany, všeněmeckého ražení. Po roce 1908 se ovšem sněm kvůli obstrukcím již fakticky nescházel.
Ve volbách roku 1907 nastoupil též do Říšské rady (celostátní zákonodárný sbor), kam byl zvolen za obvod Čechy 88. V parlamentu usedl do poslaneckého klubu Německý národní svaz, v jehož rámci reprezentoval Německou radikální stranu. Mandát obhájil ve volbách roku 1911 a v Říšské radě setrval do své smrti.
Zemřel v listopadu 1915 v Chomutově, kde se také konal pohřeb, ostatky pak byly uloženy na Ústředním hřbitově v Karlových Varech.